# سارتیچالا
سارتیچالا (به لاتین: Sartichala) یک روستا در گرجستان است که در شهرداری گاردابانی واقع شده‌است. سارتیچالا ۶۸۰ متر بالاتر از سطح دریا واقع شده‌است.